# شهرستان جکسون (اورگن)
شهرستان جکسون، اورگن (به انگلیسی: Jackson County, Oregon) شهرستانی در ایالات متحده آمریکا است که در اورگن واقع شده‌است.

## خصوصیات
شهرستان جکسون ۷٬۲۵۷٫۱۹ کیلومترمربع مساحت دارد.